# ㅋㅋ
ㅋㅋ은 대한민국의 인터넷 신조어로, 한글의 자음 중 하나인 'ㅋ'를 이용해 웃음소리를 표현한 것이다. 의성어인 "키키, 크크, 큭큭, 킥킥"  등을 초성체로 줄여 쓴 것으로 해석하는 것이 일반적이며, ㅋ자의 개수와 상황에 따라 여러 가지 의미와 느낌을 줄 수 있다.
이 신조어가 언제부터 유래되었는지는 정확히 밝혀진 바가 없으나, 1990년대 말 채팅 문화에서 발전한 통신체에서 비롯된 것으로 보는 설이 가장 설득력 있게 받아들여지고 있다. 지금도 문자 메시지, 모바일 메신저, 게시판 및 블로그의 글과 댓글, 이메일 등에서 여전히 폭넓게 쓰이고 있는 인터넷 신조어 중 하나이다.

## 용법
'ㅋㅋ'은 일반적으로 웃음소리를 표현할 때 사용된다. 통신체에서는 웃는 모습을 직접적으로 보여줄 수 없기 때문에 의성어를 사용하는 경우가 많은데, 그 중에서 '킥킥', '큭큭', '크크', '키키' 등을 초성체로 바꾸어 사용한 것이 'ㅋㅋ'에 해당한다. 이에 대해 2001년 연구에서는 "자음만 가지고 표시하여 통신상의 재미를 더하기 위한 방법으로 사용되고 있다"고 해석한 바 있다.
ㅋ자를 웃음소리를 의미하는 것으로 사용할 때, 'ㅋ'자 한 개에서 'ㅋㅋㅋㅋㅋㅋㅋㅋㅋㅋㅋㅋㅋㅋㅋㅋ...'하는 식으로 열 타 이상 한 줄 넘게까지 쓰이기도 한다. ㅋ 자를 얼마나 많이 썼느냐에 따라 그 느낌과 의미는 달라진다. 신조어를 전문으로 연구하는 이재현 문화 평론가는 《한국일보》의 기고글에서 그 종류와 느낌이 대략 다음과 같다고 보았다.
- ㅋ - 일반적으로 무심하게 동의하거나 비웃으려는 상황에서 쓰인다. 다른 말끝에 붙였을 때, 이를테면 '그래ㅋ', '좋네ㅋ', '올ㅋ' 등은 웃음 자체라기보다는 입꼬리가 아주 살짝 올라간 상황이라는 느낌을 준다. 의성어로는 "큭" 혹은 "킥"으로 해석될 수 있다. 한편 '뭐해?ㅋ', '미안ㅋ'의 경우 'ㅋ'는 상투적인 군말의 역할을 한다.
- ㅋㅋ - 위의 것보다 ㅋ자가 하나가 더 많으나 오히려 형식적이라는 느낌을 준다. 좋게는 '그렇군'을 뜻하거나, 조금 나쁘게는 대화상에서 의례적으로 추임새를 넣고 있다는 느낌을 준다. 'ㅋㅋ'은 미혼 남녀들이 가장 싫어하는 성의 없는 메신저 말투로 선정되기도 했다. 또한 회사 상사에게 대답하는 경우 같은 공적인 상황에서는 '네ㅋㅋ'와 같은 대답은 가벼워 보인다는 조사도 있었다.[3]
- ㅋㅋㅋ - 비교적 중립적이면서도 가장 많이 사용되는 용법이다. 웃는 감정을 그대로 표현한다는 뉘앙스를 갖는다.
- ㅋㅋㅋㅋ... -  여기서부터는 "정말 웃긴다"라는 반응을 나름 정성 들여서 표현하는 느낌을 준다. 네 개부터 그 이상은 의미의 함축과 정서의 강도가 거의 같으며, 이런 점에서 'ㅋㅋㅋㅋ'는 실질적으로 웃긴다는 것을 표현하는 최소 조건에 해당한다.

## 문화적 영향
- 2007년 한국정보문화진흥원에서 발간한 '2007년 정보문화분석 보고서'에 따르면, 10대 청소년 896명을 대상으로 통신언어 사용 빈도 순위를 조사한 결과 ㅋㅋ의 사용이 가장 많은 것으로 드러났다.[4]
- 넷마블의 공식 캐릭터 이름은 'ㅋㅋ'이다. 2001년에 선보인 기존 마스코트 '알리와 마블이'를 2013년에 리뉴얼한 마스코트로, "재미있고 익살스러운 개구쟁이 게임 친구"라는 설정이다.[5]
- 2016년 인디 록밴드 장기하와 얼굴들은 정규 4집 앨범 《내 사랑에 노련한 사람이 어딨나요》에서 타이틀 곡의 제목을 'ㅋ'로 정했다. 신중하고 정성스럽게 문자 메시지를 보냈으나 돌아온 답장이 'ㅋ' 한 글자밖에 없다는 이야기를 가사의 소재로 삼았으며, 가사 중간에 'ㅋㅋㅋㅋ...'가 연상되는 가사가 들어가 있다.[6]
- 2016년 네슬레가 킷캣의 대한민국 공식 출시를 앞두고 '넌 나의 ㅋㅋ, 넌 나의 킷캣'이라는 캐치프레이즈를 선보였다.[7] CF상에서는 '크크'로 발음했다.

## 같이 보기
- 초성체
- LOL - 영미권에서 사용되는 신조어(Laugh Out Loud)
- 웃음
- 행복
- ㅋ
- 디시인사이드